# The IVth Crusade
The IVth Crusade – czwarty album brytyjskiej grupy muzycznej Bolt Thrower. Wydawnictwo ukazało się 2 września 1992 roku nakładem wytwórni muzycznej Earache Records.

## Lista utworów
Opracowano na podstawie materiału źródłowego.
1. „The IVth Crusade” – 4:59
2. „Icon” – 4:40
3. „Embers” – 5:18
4. „Where Next to Conquer” – 3:50
5. „As the World Burns” – 5:28
6. „This Time It's War” – 5:51
7. „Ritual” – 4:39
8. „Spearhead” – 6:47
9. „Celestial Sanctuary” – 4:37
10. „Dying Creed” – 4:17
11. „Through the Ages (Outro)” – 3:45

## Twórcy
Opracowano na podstawie materiału źródłowego.
| - Karl Willetts - śpiew - Gavin Ward - gitara - Barry Thompson - gitara - Jo Bench - gitara basowa - Andrew Whale - perkusja | - Colin Richardson - realizacja dźwięku, inżynieria dźwięku, produkcja - John Cornfield - inżynieria dźwięku - Alan Fisch - miksowanie - Steve Harris - miksowanie |

## Wydania
| Rok  | Nr katalogowy | Nośnik        | Wytwórnia muzyczna | Region            | Źródło |
| ---- | ------------- | ------------- | ------------------ | ----------------- | ------ |
| 1992 | MOSH 70       | LP, Album     | Earache Records    | Wielka Brytania   | [ 3 ]  |
| 1992 | MOSH70CD      | CD            | Earache Records    | Wielka Brytania   | [ 3 ]  |
| 1992 | 88561-1157-2  | CD            | Relativity Records | Stany Zjednoczone | [ 3 ]  |
| 1992 | MOSH 70 MC    | Cass, Album   | Earache Records    | Wielka Brytania   | [ 3 ]  |
| 1996 | MOSH 70 CD    | CD            | Earache Records    | Stany Zjednoczone | [ 3 ]  |
| 1996 | MOSH 70 CD    | CD, Album, RE | Earache Records    | Stany Zjednoczone | [ 3 ]  |
| 2003 | MOSH70CD      | CD, Album, RE | Союз               | Rosja             | [ 3 ]  |
| 2006 | PKR-058       | LP, Pic       | Painkiller Records | Belgia            | [ 3 ]  |